# Harsányi László (karatézó)
Harsányi László (1963. június 4. –) karate instruktor, tanár, az International Goju-Ryu Karate-Do Sakura-Kai főinstruktora és a Magyarországi Goju-Ryu Karate-Do Szövetség elnöke.kutya ember 

## Pályafutása
19 éves korában kezdett Kyokushinkai karatét tanulni Kőbányán. Katonai főiskolai tanulmányai miatt Budapestről Szolnokra a Kilián György Repülő Műszaki Főiskolára, majd Szentendrére a Kossuth Lajos Katonai Főiskolára került. A közelben az iskolai időbeosztásának megfelelő Kyokushin klubot nem talált, ezért Goju - Ryut kezdett el tanulni. Éveken át a Magyar Karate Válogatott tagja volt. Legjobb eredményei Magyar Bajnoki I. és III. helyek, IKGA Goju - Kai EB. egyéni és csapat III. helyek. Az IKGA Goju - Kai magyarországi szervezetének vezető helyettesévé választották sporttársai. A Goju-Ryu tanítását 1989 késő őszén kezdte el, 6 - 8 fő tanítvánnyal. 1993-ban emberi problémák miatt elhagyta az IKGA magyarországi szervezetét, és tanítványaival megalakították a Magyarországi Goju-Ryu szövetséget ( www.gojukai.hu ).1995 - 2002-ig az általuk alapított szövetség a Japán Goju - Ryu Karate Szövetség ( Seiwa - Kai ) és a Japán Karate Szövetség, JKF Goju - Kai szervezet tagja. 1993-tól az Európai Goju-Ryu Karate-Do Szövetség (EGKF) tagja 1998 – 2006 ig a Magyar Karate Szakszövetség elnökségi tagja, 2001 – 2003-ig a Budapesti Karate Szövetség szakmai alelnöke.
1994 - 2014 -ig Shihan Takeji Ogawa tanítványa.
1993–1994 - a Testnevelési Egyetemen Középfokú Karate edzői és Sportedzői oklevelet szerez. 1982 - 1989 Szentendrén a Kossuth Lajos Katonai Főiskolán tanult, majd hivatásos tisztként a rétsági Hk. dandárnál szolgált. Ebben az időszakban 3 hónapos "Kyokszul észak koreai katonai közelharc képzésen is részt vett. 1999 - ben a gépész - üzemmérnöki diplomája mellé (GATE - en) mérnök - tanári diplomát is szerez. 2005 - ben a Kyusho International kinevezi a magyarországi tanulócsoport vezetőjévé. Napjainkban 1., 2., 3. 4., 5. danos, M B. - i  helyezett, EGKF. Goju - Ryu EB. helyezett tanítványai vannak. A katonatiszti hivatása után tanári pályán folytatja, a munkája mellett a szigetszentmiklósi és a pesterzsébeti karate egyesületekben ( www.seinchin.hu ) kezdő gyerek, haladó gyerek és felnőtt csoportokat oktat. Továbbá az  RKSZ instruktoraként is tevékenykedik, https://rksz.info. Külföldön is tanít, 10 országban vannak tanítványai. 2007. augusztus 2- án megalakították Shihan Takeji Ogawa tiszteletére az International Goju - Ryu Karate - Do Sakura - Kai nemzetközi szervezetet az IGKS - t. 2014 - től az International Goju - Ryu Karate - Do Sakura - Kai főinstruktora és Hanshi Kuba Yoshio 10. danos okinawai nagymester tanítványa. Az Okinawai Karate-Do Kenpo-Kai európai képviselője ( www.sakura-kai.hu ).

## Eredményei
- 1987 - ben KLKF - án harckocsizó tiszti és gépész - üzemmérnöki diplomát szerzett,
- 1994 - ben TF- továbbképző Intézetében középfokú karate edzői és sportszervezői oklevelet szerzett,
- 1999 - ben GATE Tanárképző Intézetében mérnöki - tanári diplomát szerzett,
- 2011 - ben Zrínyi Miklós Nemzetvédelmi Egyetemen okleveles biztonságtechnikai - mérnöki diplomát szerzett,

## Kitüntetés
- 2001 - ben a Magyar Karate Szakszövetség elismerésbe részesítette
- 2003 - ban Szigetszentmiklós Önkormányzata  Szigetszentmiklós sportjáért kitüntetésbe részesítette
- 2004 - ben Pesterzsébet Önkormányzata Pesterzsébet sportjáért kitüntetésben részesítette
- 2007 - ben az International Martial Arts Federation-tól elismerésben részesült
- 2012 - ben a Magyar Karate Szakszövetség elismerésbe részesítette
- 2018 - ban Pesterzsébet Önkormányzata Pesterzsébet sportjáért kitüntetésben részesítette

## Fokozatai
- 1991 - ben vizsgázott  IKGA Goju-kai                                       1. danra,
- 1996 - ban vizsgázott  JKF Goju-kai                                         1. danra,
- 1995 - ben vizsgázott  Seiwa-kai                                               2. danra,
- 1997 - ben vizsgázott  JKF Goju-kai  2. danra és Seiwa-kai     3. danra,
- 1999 - ben vizsgázott  JKF Goju-kai                                          3. danra,
- 2004 - ben vizsgázott  Shihan Takeji Ogawa előtt (9. dan)        4. danra,
- 2008 - ban vizsgázott  Shihan Takeji Ogawa előtt (9. dan)        5. danra,
- 2015 - ben vizsgázott  Hanshi Yoshio Kuba előtt (10. dan)        6. danra,
- 2023 - ban vizsgázott  Hanshi Yoshio Kuba előtt (10. dan)        7. danra,